# Kravlenisse
Kravlenisser er tegnede figurer, oprindeligt nisser, udstyret med balanceflap, beregnet på at blive klippet ud og brugt som julepynt. Begrebet blev opfundet af tegneren Frederik Bramming, der udgav de to første ark med kravlenisser hos Kunstforlaget Alliance i 1947. Det blev en stor succes. Allerede året efter havde andre forlag og kunstnere kopieret ideen. Allianceforlaget søgte forgæves at få mønsterbeskyttelse af ordet "kravlenisserne". Anmodningen blev afvist i 1949 med henvisning til, at ordet manglede særpræg. Siden har mange tegnere gennem tiden skabt kravlenisser. Særligt produktive kravlenissetegnere fra 1950'erne og 1960'erne er Frederik Bramming, Aage Dam, Illa Winkelhorn og Iben Clante. 
Kravlenisser blev oprindeligt udgivet som forlagsark, der kunne købes hos boghandlere og lign. og havde sin første storhedstid i 1950'erne og 1960'erne, hvor de også begyndte at blive distribueret som gratis reklameark. Særligt siden 1980'erne har kravlenisseark også været distribueret som til- og indlæg til ugeblade, ligesom de i dag, i stort omfang, fås som downloadnisser, der gratis kan hentes ned fra Internettet. Fremkomsten af satiriske politikerkravlenisser, der dukkede op i 1970'erne, har bidraget til at genren har udviklet sig og er fulgt med tiden. Langt fra alle de udklipsfigurer med balanceflap vi i dag stadig kalder kravlenisser forestiller egentligt nisser. Tendensen er dog ikke ny. Også mange gamle kravlenisser forestiller børn iført nissehuer.
Interessen for gamle kravlenisser og deres tegnere er vokset i de seneste år og kan bl.a. identificeres gennem bogudgivelser, websites og foreninger, dedikeret til emnet.

## Eksterne links
- http://www.kravlenissernes-side.com/dansk Arkiveret 29. april 2017 hos  Wayback Machine